# Осока вздутоносая
Осо́ка вздутоносая (лат. Carex rhynchophysa) — вид травянистых растений рода Осока (Carex) семейства Осоковые (Cyperaceae).

## Ботаническое описание
Корневищный геофит и гелофит. Корневище с утолщенными побегами. Стебли прямые, трехгранные, толстые, под соцветием шероховатые, 40—100 см высотой, при основании одетые бурыми или красновато-бурыми влагалищами. Листья зелёные, плоские, 0,6—1,3 см шириной, внизу сетчатые, длиннее стебля. Соцветие редкое, из 3—5 мужских и 2—4 женских расставленных колосков. Мужские колоски линейные, 2—6 см длиной, женские цилиндрические, плотные, 3—7 см длиной и 8—10 мм шириной, с сильно, почти под прямым углом, отклонёнными от оси колоска мешочками. Нижний прицветный лист превышает соцветие. Прицветные чешую женских цветков широко-ланцетовидные, заостренные, буроватые с зеленоватой срединной полоской и беловатыми пленчатыми краями. Плодоносит в июне — июле.

## Распространение
Растёт по берегам рек, ручьев и озёр, на мелководье и осоковых болотах. Образует заросли. Свойственен в основном горным и возвышенным районах лесной и лесостепной зоны. Поднимается до субальпийского пояса.

## Химический состав
Бурые и зелёные листья взятые из под снега с небольшой примесью других осок содержали (от абсолютно сухого вещества): 6,5 % золы, 5,4 % протеина, 2,4 % жира, 28,7 % чистой клетчатки, 57,1 % БЭВ; в том числе 1,57 % моносахаров, сумма сахаров после инверсии 1,61, гемицеллюлоз 31,45 и 2,16 % крахмала.

## Значение и применение
Ранним летом хорошо поедается северным оленем (Rangifer tarandus). Зимой часть надземной массы остается зелёной и поедается оленем на зимних пастбищах Полярного Приуралья. Листья поедаются гусями и другой водоплавающей дичью. На Алтае используется как высококачественный корм для скота. В Приморском крае поедается крупным рогатым скотом, лошадьми, свиньями, изюбрями (Cervus elaphus xanthopygus) и сибирской косулей (Capreolus pygargus).
Осенью и зимой в Якутии поедается европейским лосём (Alces alces Linnaeus).